# Same d'Inari
 (juillet 2022).
Si vous disposez d'ouvrages ou d'articles de référence ou si vous connaissez des sites web de qualité traitant du thème abordé ici, merci de compléter l'article en donnant les références utiles à sa vérifiabilité et en les liant à la section « Notes et références ».
Le same d’Inari (anarâškielâ) est une langue same parlée en Laponie, dans le nord de la Finlande.

## Répartition géographique
Le same d’Inari est parlé par environ 300 personnes qui vivent en majorité dans la commune d’Inari, autour du lac Inari. Il est considéré comme une langue menacée, étant donné que peu d’enfants l’apprennent.

## Écriture
Le same d’Inari s’écrit avec une variante de l’alphabet latin.
| A a | (Â â) | B b | C c | Č č | D d | Đ đ   | E e |
| F f | G g   | H h | I i | J j | K k | L l   | M m |
| N n | Ŋ ŋ   | O o | P p | R r | S s | Š š   | T t |
| U u | V v   | Y y | Z z | Ž ž | Ä ä | (Á á) |     |